# Дорогичівська сільська громада
Дорогичівська сільська громада — колишня об'єднана територіальна громада в Україні, у Заліщицькому районі Тернопільської области. Адміністративний центр — с. Дорогичівка.
Площа громади — 55,6 км², населення — 2589 осіб (2018).
Утворена 15 грудня 2017 року шляхом об'єднання Дорогичівської, Литячівської, Хмелівської, Шутроминської сільських рад Заліщицького району.
12 червня 2020 року громада була ліквідована і увійшла до Товстенської селищної громади.

## Населені пункти
До складу громади входили 5 сіл:
- Дорогичівка
- Литячі
- Свершківці
- Хмелева
- Шутроминці